# Lomas del Río Luján
Lomas del Río Luján (o simplemente Río Luján) es una localidad del partido de Campana, provincia de Buenos Aires, Argentina.

## Geografía

### Población
Cuenta con 261 habitantes (Indec, 2010), lo que representa un fuerte descenso del 58 % frente a los 630 habitantes (Indec, 2001) del censo anterior. Cabe advertir que en 2001 se habían incluido los barrios El Parque, Las Leñas y Río Luján.
| Gráfica de evolución demográfica de Lomas del Río Luján entre 1991 y 2010 |
|                                                                           |
| Fuente: Censos nacionales del INDEC                                       |

### Sismicidad
La región responde a las subfallas «del río Paraná», y «del río de la Plata», y a la falla de «Punta del Este», con sismicidad baja; y su última expresión se produjo el 5 de junio de 1888 (137 años), a las 3.20 UTC-3, con una magnitud aproximadamente de 5,0 en la escala de Richter (terremoto del Río de la Plata de 1888).
La Defensa Civil municipal debe advertir sobre escuchar y obedecer acerca de
Área de
- Tormentas severas, poco periódicas, con Alerta Meteorológico
- Baja sismicidad, con silencio sísmico de 137 años